# فرناندا لارا
فرناندا لارا (بالبرتغالية: Fernanda Lara‏) هي مغنية برازيلية، ولدت في 24 أغسطس 1976.

## وصلات خارجية
- الموقع الرسمي